# Anolis richteri
Anolis richteri (плаский андійський аноліс) — вид ігуаноподібних ящірок родини анолісових (Dactyloidae). Ендемік Колумбії.

## Поширення і екологія
Пласкі андійські аноліси відомі з типової місцевості, розташованої в околицях Табіо в департаменті Кундінамарка.